# Miêu Miêu (Dược sư tự sự)
Miêu Miêu (Nhật: 猫猫) là một nhân vật hư cấu và nhân vật chính trong bộ light novel Dược sư tự sự của Hyūga Natsu. Bối cảnh câu chuyện lấy cảm hứng từ Trung Quốc thời nhà Đường, xoay quanh Miêu Miêu - một cô gái trẻ làm nghề bào chế thuốc ở khu phố đèn đỏ. Cô bị bắt cóc và bán vào cung làm nô tỳ, nhưng vẫn giữ nguyên tính cách tò mò và lập dị, chỉ mong hoàn thành hai năm phục dịch rồi rời đi. Khi phát hiện các phi tần và hoàng tử sơ sinh của hoàng đế lâm bệnh nặng, Miêu Miêu bắt đầu điều tra nguyên nhân. Nhờ kiến thức về dược liệu, cô giải mã thành công bí ẩn về căn bệnh kỳ lạ. Dù định giữ mình ở ẩn, hành động của cô lại thu hút sự chú ý của Nhâm Thị, một thái giám quyền lực. Từ đó, Miêu Miêu trở thành người giải quyết những vụ án kỳ bí trong cung. 
Tác giả Hyūga xây dựng Miêu Miêu thành một nhân vật mạnh mẽ, dần trở nên đồng cảm hơn thông qua công việc ở khu phố đèn đỏ và mối quan hệ với Nhâm Thị. Trong phiên bản anime, người lồng tiếng cô là Yūki Aoi (tiếng Nhật) và Emi Lo (tiếng Anh). Đạo diễn Naganuma Norihiro chia sẻ rằng anime phải cân bằng giữa việc khắc họa sự trưởng thành của cô – một người lần đầu học cách bộc lộ cảm xúc – với hình ảnh lạnh lùng từ drama CD. Nhân vật này được giới phê bình khen ngợi nhờ cá tính mạnh mẽ, kiến thức y thuật sâu rộng cùng mối quan hệ tinh tế với Nhâm Thị.

## Sáng tạo nhân vật
Ban đầu, Miêu Miêu có thể gây ấn tượng là một nhân vật quá lạnh lùng, nên Hyūga Natsu đã phát triển mối quan hệ của cô với Nhâm Thị để dần làm nổi bật tính cách của cô. Yūki chia sẻ rằng trong anime, nhân vật này không có sự phát triển rõ rệt do thói quen quan sát người khác trước khi dần mở lòng. Để biến Miêu Miêu thành một nhân vật tài năng hơn, tác giả Hyūga Natsu đã tạo ra nhân vật Ngu Uyên – một lương y giỏi nhưng đầy khuyết điểm, luôn bị Miêu Miêu lấn át.
Trong bản drama CD và anime, Miêu Miêu được lồng tiếng bởi Yūki Aoi (tiếng Nhật) và Emi Lo (tiếng Anh).
Yūki được chọn để tiếp nối thế giới quan từ drama CD trước đó, nhưng cách diễn đạt và trọng tâm câu chuyện trong anime khác biệt, đòi hỏi cô phải có cách tiếp cận mới. Khi nói về vai diễn Miêu Miêu, Yūki chia sẻ: "Hình ảnh nhân vật rất đáng yêu, nên tôi cân bằng bằng cách giảm bớt chút ngọt ngào trong giọng nói." Đạo diễn Naganuma nhận xét: "Yūki có khả năng thấu hiểu và thích ứng cực cao với câu chuyện. Cô ấy hoàn toàn nắm bắt được phong cách mới của anime và phản ứng xuất sắc với chỉ đạo." Yūki ban đầu nghĩ đây là một tác phẩm harem, nhưng lại bất ngờ trước cách diễn xuất của Sakurai Takahiro (seiyuu Nhâm Thị). Trong khi đó, Emi Lo (lồng tiếng Anh) bày tỏ sự biết ơn khi được đảm nhận vai Miêu Miêu, vì cô thấy nhân vật vừa thú vị vừa gần gũi.
Đạo diễn anime Naganuma Norihiro cho biết, Miêu Miêu đã thể hiện sự trưởng thành rõ rệt trong phần đầu của mùa một, đặc biệt là ở những tập cuối khi cô chia sẻ nỗi ám ảnh quá khứ với Nhâm Thị. Tuy nhiên, đạo diễn cũng nhấn mạnh rằng Miêu Miêu vẫn chưa thực sự hiểu được tình yêu – một trong những chủ đề chính của câu chuyện. Khác với phiên bản anime, Naganuma nhận xét rằng Miêu Miêu trong drama CD được khắc họa lạnh lùng và ít cảm xúc hơn. So với nguyên tác tiểu thuyết, bản chuyển thể của Naganuma có nhiều thay đổi để đặt góc nhìn của Miêu Miêu làm trung tâm, đôi khi khiến các sự kiện chính bị lu mờ. Đối với ca khúc chủ đề mở đầu "Be a Flower" của Shakai Ryokuoushoku, ê-kíp sản xuất đã gợi ý chủ đề "yêu bản thân" cho phần lời. Nhạc sĩ Nagaya Haruko đã viết lời dựa trên ý tưởng này, đồng thời liên hệ chúng với nhân vật Miêu Miêu – người mà cô miêu tả là "đối lập hoàn toàn với hình mẫu nữ chính điển hình".

## Vai trò trongDược sư tự sự
Miêu Miêu là con gái ngoại hình bình thường của một lang y, thường xuyên cung cấp dịch vụ y thuật cho một kỹ viện trong kinh đô cùng các kỹ nữ ở đó. Sau khi bị bọn cướp bắt cóc bán vào cung, cô vô tình bị cuốn vào những âm mưu cung đình. Với kiến thức uyên thâm về độc dược, y thuật, thực vật học và hóa học cơ bản, cô trở thành một "nhà bệnh học pháp y không chính thức" bên cạnh vai trò thị nữ và người nếm độc cho một phi tần của hoàng đế. Dù Nhâm Thị yêu cô say đắm, Miêu Miêu hoàn toàn không đáp lại tình cảm này, thậm chí thường nhìn chàng với ánh mắt ghê tởm vì luôn lôi cô vào các âm mưu cung đình. Thay vào đó, cô thích dành thời gian tự thử nghiệm các loại độc dược và dược phẩm lên chính mình. Dù vậy, cô vẫn thường xuyên giúp Nhâm Thị giải quyết những bí ẩn mà chàng đưa ra. 
Trong hành trình của mình, Miêu Miêu gặp lại người mẹ ruột đang mắc bệnh giang mai, chỉ có thuốc của La Môn mới giúp bà duy trì sự sống. Cha đẻ thực sự của Miêu Miêu là La Hán – một võ quan cao cấp. Miêu Miêu thách đấu La Hán một ván cờ tướng với điều kiện: nếu thắng, cô sẽ về sống với ông (khiến Nhâm Thị choáng váng); nếu thua, ông phải chuộc một kỹ nữ già từ lầu Lục Thanh Quán. Kết cục, người cha bại trận đã chọn Phượng Tiên, sẵn sàng trả bất cứ giá nào sau khi hiểu được ý nghĩa đóa hồng xanh héo úa - thông điệp ngầm từ Miêu Miêu.
Khi Miêu Miêu ở cung lâu hơn, hoàng đế đưa Nhâm Thị và cô đến đền thờ để thử nghiệm lần nữa. Sau chuỗi sự kiện liên quan đến tiên đế, Miêu Miêu bắt đầu suy ngẫm về Nhâm Thị, lần này không còn xem chàng chỉ là "một hoạn quan được sủng ái". Trong chuyến đi săn ở phương Bắc, hai người bị một kẻ ám sát vô danh tấn công. Khi chạy trốn, Miêu Miêu vô tình chạm vào hạ bộ Nhâm Thị và phát hiện chàng không phải hoạn quan. Cô suy tư về những bí ẩn chưa được giải đáp trong ngày, nghi ngờ sự dính líu của các sứ giả ngoại quốc, đồng thời tự vấn về lý do mình luôn chậm hiểu cảm xúc của người khác.
Thâm Lục đe dọa sẽ bạo hành Tử Thúy nếu Miêu Miêu không cùng rời hậu cung với cô ta, đồng thời dùng công thức thuốc phục sinh làm mồi nhử. Thúy Linh đưa Miêu Miêu và Tử Thúy bằng thuyền đến một ngôi làng suối nước nóng hẻo lánh. Trên đường đi, khi Miêu Miêu vạch trần Tử Thúy sau lần cô này bảo vệ Thúy Linh khỏi con rắn do chính mình bày ra, cô phát hiện họ là chị em cùng cha khác mẹ và suy luận ra cách họ liên lạc với nhau trong hậu cung. Đáp lại, Thúy Linh tiết lộ biết La Hán là cha Miêu Miêu, làm Miêu Miêu tin rằng mình bị bắt làm con tin để khống chế ông.
Ngoài nhiều phiên bản chuyển thể từ Dược sư tự sự, Miêu Miêu cùng Nhâm Thị còn cùng xuất hiện trong loạt phim ngắn hoạt hình với các tình huống hài hước.

## Đón nhận

### Độ phổ biến

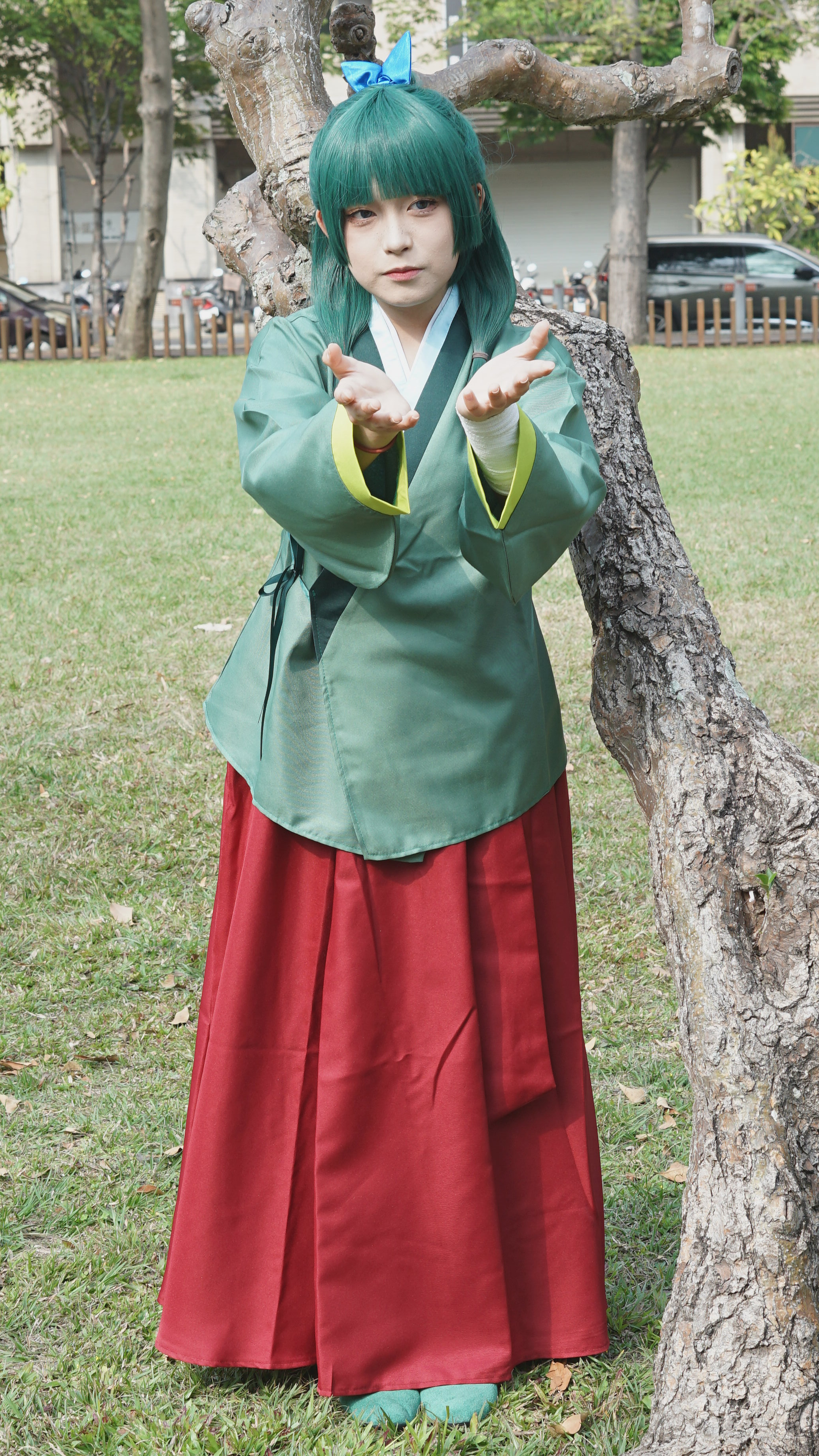
Miêu Miêu đã trở thành một trong những nhân vật được cosplay nhiều nhất.

Tại giải thưởng Readers' Choice Awards 2024 của trang web Anime News Network, Miêu Miêu giành chiến thắng ở hạng mục "Nữ chính xuất sắc nhất năm", vượt qua những nhân vật nổi tiếng khác như Ayase Momo (Dan Da Dan) hay Omae Kumiko (Hibike! Euphonium). Tại giải Anime Grand Prix 2024, cô đứng thứ 5 ở hạng mục "Nhân vật xuất sắc nhất", nhưng đến năm sau đã lên ngôi vị quán quân, đồng thời seiyuu Yūki Aoi cũng đoạt giải "Diễn viên lồng tiếng xuất sắc nhất" nhờ vai diễn này.
Tháng 2 năm 2024, hình ảnh Miêu Miêu thậm chí còn được Bộ Y tế, Lao động và Phúc lợi (thuộc chính phủ Nhật Bản) đưa lên bìa tạp chí truyền thông, kèm bài phỏng vấn độc quyền với diễn viên lồng tiếng của cô. Nhiều sản phẩm thương mại về Miêu Miêu và Nhâm Thị cũng được sản xuất. Trong bảng xếp hạng "Best Girl 2023" của Anime Corner, Miêu Miêu giành vị trí thứ 3 với 6,22% phiếu bầu. Năm 2024, cô tiếp tục giữ vị trí top 3 ở hạng mục "Nữ nhân vật xuất sắc nhất năm" với 8,55% phiếu. Tại giải thưởng Crunchyroll Anime lần thứ 9, Miêu Miêu được đề cử "nhân vật chính xuất sắc nhất". Đồng thời ba diễn viên lồng tiếng quốc tế của cô cũng được đề cử ở hạng mục "Màn thể hiện lồng tiếng ấn tượng nhất": Yūki Aoi (tiếng Nhật) đoạt giải, Gigi Patta (tiếng Bồ Đào Nha) và Desireé González (tiếng Tây Ban Nha) được đề cử, song lần lượt để thua Charles Emmanuel (Sung Jin-woo) và Miguel Ángel Leal (Eren Jaeger).

### Đánh giá chuyên môn
Nhân vật Miêu Miêu đã nhận được nhiều đánh giá tích cực từ giới chuyên môn. Collider đã so sánh những vụ án và mối quan hệ giữa Miêu Miêu – Nhâm Thị với phim truyền hình Hàn Quốc, nhờ cách khai thác y học tỉ mỉ và mối quan hệ khác biệt so với các cặp đôi khác. Bài viết nhận xét: "Miêu Miêu là một nữ chính thông minh, dễ gây thiện cảm nhờ đam mê dược liệu và bộ óc tò mò", đồng thời khen ngợi sự phát triển tình cảm của cặp đôi và tiềm năng ở anime mùa hai. Polygon đánh giá cao khả năng giải quyết tình huống thông minh của Miêu Miêu trong anime mùa hai và so sánh các vụ án của cô với các phim truyền hình chính trị – y khoa. Dù Miêu Miêu không muốn thay đổi hiện trạng khi làm việc, điều này lại tạo nên sức hấp dẫn riêng. IGN cho rằng sức hút của tác phẩm nằm ở cách Miêu Miêu phản ứng với "mặt nạ" của các nhân vật, cùng những tương tác vừa gay gắt vừa đùa giỡn với Nhâm Thị. Trang Mary Sue xem Miêu Miêu là một "người dẫn chuyện không đáng tin" hiệu quả, vì khán giả chỉ khám phá mối liên hệ với cha mẹ cô ở cuối mùa 1 – điều này làm sâu sắc thêm tính cách nhân vật.
Qua bài viết "The Apothecary Diaries Marks Anime's Best Forbidden Romance in Ages" (tạm dịch: Dược sư tự sự: Mối tình cấm đoán hay nhất anime trong nhiều năm), Screen Rant phân tích các rào cản xã hội giữa hai nhân vật chính, tạo nên căng thẳng khi Miêu Miêu buộc phải tuân thủ quy tắc. Cách thể hiện tình cảm tinh tế qua hành vi bông đùa của Nhâm Thị và sự phân tích tỉ mỉ từ Miêu Miêu cũng được khen ngợi. Game Rant nhấn mạnh Miêu Miêu phá vỡ khuôn mẫu nhân vật anime thông thường nhờ kỹ năng giải quyết vụ án độc đáo và ý chí mạnh mẽ. Mối quan hệ của cô với Nhâm Thị được mô tả là "tuyệt vời hiếm có" nhờ sự cân bằng tính cách và những khoảnh khắc phát triển tình cảm tự nhiên. Trong bài đánh giá nhìn lại, Polygon đánh giá cao sự thú vị trong tương tác giữa hai nhân vật, khi cả hai liên tục giấu giếm bí mật nhưng vẫn toát lên sự gắn kết ngầm.